# Église Saint-Nicolas de Foča
Pour les articles homonymes, voir Église Saint-Nicolas.
L'église Saint-Nicolas (en serbe cyrillique : Храм светог Николаја ; en serbe latin : Hram svetog Nikolaja) est située en Bosnie-Herzégovine, sur le territoire de la ville de Foča et dans la municipalité de Foča. Elle a été construite en 1857 et est inscrite sur la liste des monuments nationaux de Bosnie-Herzégovine.